# Víctor Manuel Bonilla
Víctor Bonilla (Tumaco, 28 de gener de 1971) és un futbolista colombià, que ocupa la posició de davanter.
Bonilla va destacar a finals de la dècada dels 90, guanyant dos campionats amb el Deportivo Cali (1996 i 1998) i sent el màxim golejador del 1998 amb 37 dianes. Aquestes xifres li van obrir les lligues europees, tot jugant a l'espanyola i la francesa abans de retornar a Amèrica per militar en clubs mexicans i del seu país.

## Internacional
Bonilla va ser 17 vegades internacional amb la selecció colombiana, marcant cinc gols. Va participar en les Copes d'Amèrica de 1997 i 1999.